# شهرستان مارشال (ویرجینیای غربی)
شهرستان مارشال، ویرجینیای غربی (به انگلیسی: Marshall County, West Virginia) یک سکونتگاه مسکونی در ایالات متحده آمریکا است که در ویرجینیای غربی واقع شده‌است.

## خصوصیات
شهرستان مارشال ۸۰۸٫۰۸ کیلومترمربع مساحت دارد.